# Alquerque

Startpositionen beim Alquerque

Alquerque ist ein Spiel, das in vielen Ländern des Mittelmeerraums, z. B. in der Türkei, Spanien, Portugal und Italien gespielt wurde und als Vorläufer des Damespiels und des Fanorona gilt.

## Geschichte
Das Spiel stammt vermutlich ursprünglich aus dem Nahen Osten. Die erste literarische Erwähnung erfolgt im 10. Jahrhundert. Sie findet sich im Buch der Lieder des persischen Dichters Ali al Isfahani. Mit der Invasion der Mauren kam das Spiel nach Spanien. Von dort stammt die älteste detaillierte Beschreibung der Spielregeln, die sich im Libro de los juegos König Alfons’ X. findet. Über Spanien und Portugal gelangte das Spiel auch nach Mittel- und Südamerika, wo es noch im frühen 20. Jahrhundert beliebt war.

## Regeln
Das Spielfeld besteht aus jeweils fünf waagerechten und senkrechten sowie sechs diagonalen Linien. Anders ausgedrückt: aus vier zusammengefügten Spielfeldern der so genannten Kleinen Mühle (senkrecht, waagerecht und diagonal durchkreuztes Quadrat). Zwölf Spielsteine werden auf den Kreuzungspunkten aufgestellt, wobei der mittlere Punkt frei bleibt. Gezogen wird – wie beim Damespiel – von Punkt zu Punkt und geschlagen durch Überspringen.

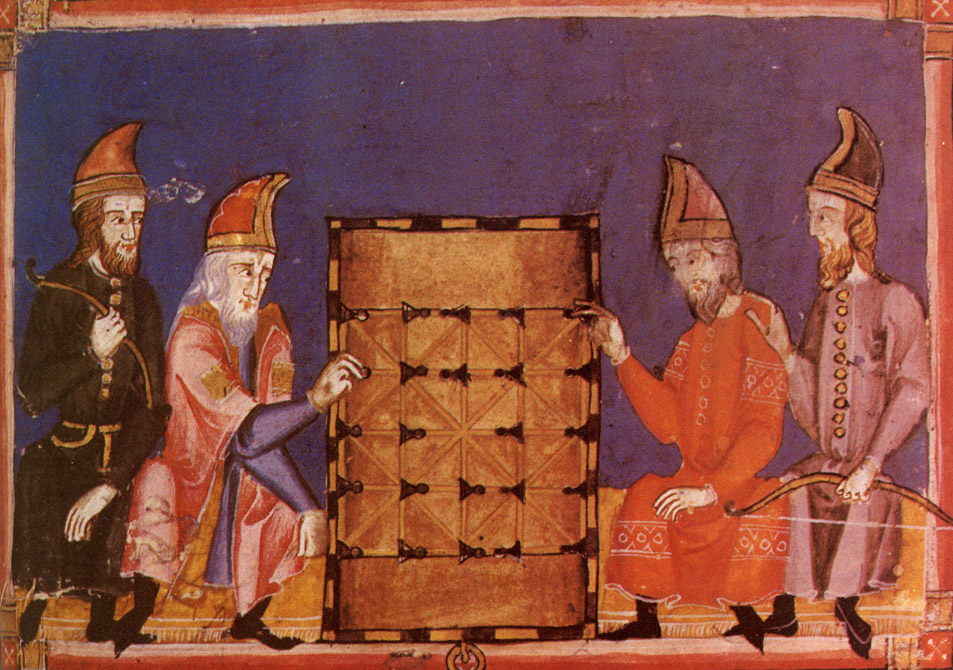
Darstellung aus dem Libro de los Juegos

Ein Stein kann entlang einer Linie von einem beliebigen Punkt aus zu jedem unbesetzten Nachbarpunkt bewegt werden. Wenn ein Stein schlagen kann, muss er dies tun, oder er wird vom Brett genommen. Diskutiert wird die Frage, ob es schon beim Alquerque die Promotion eines normalen Spielsteins zur „Dame“ gab, wenn dieser die gegnerische Grundlinie erreicht hatte.

## Neuauflagen
Mehrere Verlage brachten das Spiel unter diesem oder ähnlichen Namen als historisches Spiel oder auch unter Werbeaspekten heraus. So existieren Ausgaben von:
- Hoenning Design des Autors Grotz von 1990
- Clemens Gerhards in seinem Holzspiele-Verlag
- dem Wünnenberg Verlag 1999